# Радянський екран (журнал)
«Радянський екран» («рос. Советский экран») — масовий ілюстрований журнал, що виходив в СРСР, а потім в Росії з різною періодичністю з 1925 р. до 1998 р. (з перервою в 1931—1939 і 1941—1957 роках). У журналі висвітлювалися вітчизняні та іноземні новинки кіноекрану, історія кінематографу, друкувалися критичні статті, публікувалися творчі портрети акторів та діячів кіномистецтва. Щорічно проводилися опитування читачів журналу, за підсумками яких називалися «Найкращий фільм року», «Найкращий актор року», «Найкраща актриса року», «Найкращий фільм для дітей року» і «Найкращий музичний фільм року».

## Історія
Перший номер журналу вийшов 13 січня 1925 року. Він видавався як додаток до газети «Кіно» спочатку під назвою «Екран кіно-газети», а з 24 березня 1925 року — «Радянський екран». Спочатку це була невелика книжка з восьми сторінок. Поступово журнал збільшив формат, обсяг і став виходити щотижня. За першого відповідального редактора Кирила Шутка він досяг тиражу у 35 тис. примірників, а при Олександрі Курсі — 80 тис. Наприкінці 1929 року «Радянський екран» був перетворений в «Кіно і життя». У зверненні до читачів говорилося, що «новий журнал з'являється в момент загострення класової боротьби в країні, грандіозного підйому соціалістичного будівництва і все більше і більше зростаючого інтересу мас і боротьбі за соціалізм». На початку 1931 року «Кіно і життя» був об'єднаний з журналом «Кіно і культура» і до кінця 1932 року виходив щомісяця під назвою «Пролетарське кіно». З моменту цього об'єднання веде свій відлік теоретичний журнал «Мистецтво кіно».
У 1939 році став виходити ілюстрований щомісячний журнал «Радянський кіноекран» (в 1940 році — двотижневий, в 1941 році — щомісячний), розрахований на працівників кіномережі і масового глядача. Він видавався до липня 1941 року.
З січня 1957 року випуск масового журналу з питань кіно відновився під старою назвою — «Радянський екран». Друкований орган Міністерства культури СРСР був покликаний, за словами міністра культури М. О. Михайлова, «допомагати естетичному вихованню радянського глядача, сприяти правильному розумінню творів мистецтва кіно, вміти знаходити в них краще і, з іншого боку, помічати і критикувати недоліки тієї чи іншої кінокартини». Згодом — орган Держкіно СРСР і Спілки кінематографістів СРСР. У журналі публікувалися статті про вітчизняні та іноземні новинки кіноекрану, про історію кінематографа, творчі портрети акторів і режисерів та інших діячів кіномистецтва. У 1984 році його тираж склав 1,9 млн примірників, в 1987 році — 1,7 млн екз. Понад 650 обкладинок журналу були оформлені фотографом Миколою Гнисюком.
З 1989 року журнал виходив не 24, а 18 раз на рік, при цьому кожен номер збільшився в обсязі, додалася кольорова вкладка. Загальна кількість сторінок за рік не змінилася. У січні 1991 року був перейменований в «Екран», журнал Союзу кінематографістів СРСР і Держкіно СРСР. В кінці 1991 року засновниками стали видавництво «Правда» і колектив редакції. У 1997—1998 роках при головному редакторові Борисі Пінському кілька місяців виходив під своєю старою назвою — «Радянський екран». Не витримавши економічної кризи, припинив своє існування.

## Головні редактори журналу
- 1925 — Кирило Шутко
- 1925—1926 — Олександр Курс
- 1926—1928 — Микола Яковлєв
- 1929—1930 — Яків Рудой
- 1940—1941 — Іван Горєлов
- 1956—1958 — Микола Кастелін
- 1958—1961 — Єлизавета Смирнова
- 1961—1975 — Дмитро Писаревський
- 1975—1978 — Анатолій Голубєв
- 1978—1986 — Даль Орлов
- 1986—1990 — Юрій Рибаков
- 1990—1993 — Віктор Дьомін
- 1993—1998 — Борис Пінський